# Список министров юстиции России
В этом списке в хронологическом порядке перечислены лица, возглавлявшие органы юстиции в разные периоды истории Российской Федерации, начиная с Российской империи и до настоящего времени.

## Министерство юстиции Российской империи
Министры юстиции одновременно, Генерал-прокуроры:
| Имя                                                    | Дата вступления в должность | Дата снятия с должности |
| ------------------------------------------------------ | --------------------------- | ----------------------- |
| Державин, Гавриил Романович (1743—1816)                | 8 сентября 1802             | 7 октября 1803          |
| Лопухин, Пётр Васильевич (1753—1827)                   | 8 октября 1803              | 17 января 1810          |
| Дмитриев, Иван Иванович (1760—1837)                    | 17 января 1810              | 30 августа 1814         |
| Трощинский, Дмитрий Прокофьевич (1749—1829)            | 30 августа 1814             | 25 августа 1817         |
| Лобанов-Ростовский, Дмитрий Иванович (1758—1838)       | 25 августа 1817             | 18 октября 1827         |
| Долгоруков (Долгорукий) Алексей Алексеевич (1767—1834) | 18 октября 1827             | 20 сентября 1829        |
| Дашков, Дмитрий Васильевич (1788—1839)                 | 20 сентября 1829            | 14 февраля 1839         |
| Блудов, Дмитрий Николаевич (1785—1864)                 | 15 февраля 1839             | 31 декабря 1839         |
| Панин, Виктор Никитич (1801—1874)                      | 31 декабря 1839             | 21 октября 1862         |
| Замятнин, Дмитрий Николаевич (1805—1881)               | 21 октября 1862             | 18 апреля 1867          |
| Урусов, Сергей Николаевич (1816—1883)                  | 18 апреля 1867              | 15 октября 1867         |
| Пален, Константин Иванович (1833—1912)                 | 15 октября 1867             | 30 мая 1878             |
| Набоков, Дмитрий Николаевич (1827—1904)                | 30 мая 1878                 | 6 ноября 1885           |
| Манасеин, Николай Авксентьевич (1834—1895)             | 6 ноября 1885               | 1 января 1894           |
| Муравьёв, Николай Валерианович (1850—1908)             | 1 января 1894               | 14 января 1905          |
| Манухин, Сергей Сергеевич (1856—1922)                  | 21 января 1905              | 16 декабря 1905         |
| Акимов, Михаил Григорьевич (1847—1914)                 | 16 декабря 1905             | 24 апреля 1906          |
| Щегловитов, Иван Григорьевич (1861—1918)               | 24 апреля 1906              | 6 июля 1915             |
| Хвостов, Александр Алексеевич (1857—1922)              | 6 июля 1915                 | 7 июля 1916             |
| Макаров, Александр Александрович (1857—1919)           | 7 июля 1916                 | 20 декабря 1916         |
| Добровольский, Николай Александрович (1854—1918)       | 20 декабря 1916             | 28 февраля 1917         |

Товарищи министров юстиции:
| Имя                                            | Дата вступления в должность | Дата снятия с должности |
| ---------------------------------------------- | --------------------------- | ----------------------- |
| Новосильцев, Николай Николаевич (1761—1838)    | 21 октября 1803             | 16 декабря 1808         |
| Сперанский, Михаил Михайлович (1772—1839)      | 16 декабря 1808             | 30 августа 1810         |
| Долгоруков, Алексей Алексеевич (1767—1834)     | 27 апреля 1827              | 18 октября 1827         |
| Дашков, Дмитрий Васильевич (1784?—1839)        | 26 марта 1829               | 20 сентября 1829        |
| Панин, Виктор Никитич (1801—1874)              | 21 апреля 1832              | 31 декабря 1839         |
| Шереметев, Василий Александрович (1795—1862)   | 28 июня 1843                | 3 марта 1847            |
| Илличевский, Платон Демьянович (1808—1858)     | 28 марта 1847               | 1 мая 1858              |
| Замятнин, Дмитрий Николаевич (1805—1881)       | 9 мая 1858                  | 21 октября 1862         |
| Стояновский, Николай Иванович (1820/1821—1900) | 8 ноября 1862               | 1 января 1867           |
| Пален, Константин Иванович (1830—1912)         | 1 января 1867               | 15 октября 1867         |
| Перцов, Александр Петрович (1819—1896)         | 30 ноября 1867              | 13 августа 1870         |
| Эссен, Отто Васильевич (1827—1876)             | 30 августа 1870             | 16 февраля 1876         |
| Фриш, Эдуард Васильевич (1833—1907)            | 22 февраля 1876             | 1 января 1883           |
| Марков, Павел Алексеевич (1841—1913)           | 4 мая 1883                  | 1 апреля 1890           |
| Аракин, Александр Тихонович (1846—1891)        | 1 апреля 1890               | 14 июня 1891            |
| Горемыкин, Иван Логгинович (1839—1917)         | 27 ноября 1891              | 12 января 1894          |
| Бутовский, Пётр Михайлович (1842—1912)         | 12 января 1894              | 1 января 1901           |
| Манухин, Сергей Сергеевич (1856—1922)          | 1 января 1901               | 21 января 1905          |
| Щегловитов, Иван Григорьевич (1861—1918)       | 1 февраля 1906              | 24 апреля 1906          |
| Гасман, Анатолий Григорьевич (1844—1919)       | май 1906                    | 1913                    |
| Люце, Михаил Фёдорович (1844—1918)             | 1907                        | 1909                    |
| Верёвкин, Александр Николаевич (1864—1920)     | 1 января 1910               | 1 января 1917           |
| Ильяшенко, Илья Ефимович (1859—1920)           | 1913                        | 10 марта 1917           |

## Министерство юстицииВременного правительства
| Имя                                        | Дата вступления в должность | Дата снятия с должности |
| ------------------------------------------ | --------------------------- | ----------------------- |
| Керенский, Александр Фёдорович (1881—1970) | 15 марта 1917               | 18 мая 1917             |
| Переверзев, Павел Николаевич (1871—1944)   | 18 мая 1917                 | 19 июля 1917            |
| Ефремов, Иван Николаевич (1866—1945)       | 23 июля 1917                | 6 августа 1917          |
| Зарудный, Александр Сергеевич (1863—1934)  | 7 августа 1917              | 15 сентября 1917        |
| Демьянов, Александр Алексеевич (1865—1925) | 16 сентября 1917            | 8 октября 1917          |
| Малянтович, Павел Николаевич (1869—1940)   | 8 октября 1917              | 25 октября 1917         |

## Министерство юстицииРоссийского государства
| Имя                                       | Дата вступления в должность | Дата снятия с должности |
| ----------------------------------------- | --------------------------- | ----------------------- |
| Старынкевич Сергей Созонтович (1874—1933) | 18 ноября 1918              | 2 мая 1919              |
| Тельберг Георгий Густавович (1881—1954)   | 2 мая 1919                  | 29 ноября 1919          |
| Морозов, Александр Павлович (1864—1933)   | 29 ноября 1919              | 4 января 1920           |

## Народный комиссариат юстиции СССР
| Имя                                      | Дата вступления в должность | Дата снятия с должности |
| ---------------------------------------- | --------------------------- | ----------------------- |
| Крыленко, Николай Васильевич (1885—1938) | 20 июля 1936                | 15 января 1938          |
| Рычков, Николай Михайлович (1897—1959)   | 19 января 1938              | 15 марта 1946           |

## Министерство юстиции СССР
| Имя                                       | Дата вступления в должность | Дата снятия с должности |
| ----------------------------------------- | --------------------------- | ----------------------- |
| Рычков, Николай Михайлович (1897—1959)    | 15 марта 1946               | 29 января 1948          |
| Горшенин, Константин Петрович (1907—1978) | 29 января 1948              | 31 мая 1956             |

## Юридическая комиссия при Совете министров СССР
| Имя                                       | Дата вступления в должность | Дата снятия с должности |
| ----------------------------------------- | --------------------------- | ----------------------- |
| Денисов, Андрей Иванович (1906—1984)      | 1 августа 1956              | 24 июля 1962            |
| Чхиквадзе, Виктор Михайлович (1912—2006)  | 24 июля 1962                | 26 марта 1964           |
| Мишутин, Александр Николаевич (1905—1988) | 26 марта 1964               | 30 июля 1970            |

## Министерство юстиции СССР
| Имя                                      | Дата вступления в должность           | Дата снятия с должности        |
| ---------------------------------------- | ------------------------------------- | ------------------------------ |
| Теребилов, Владимир Иванович (1916—2004) | 1 сентября 1970                       | 12 апреля 1984                 |
| Кравцов, Борис Васильевич (род. 1922)    | 12 апреля 1984                        | 7 июня 1989                    |
| Яковлев, Вениамин Федорович (1932—2018)  | 11 июля 1989                          | 11 декабря 1990                |
| Лущиков, Сергей Геннадьевич (род. 1951)  | 11 декабря 1990 и. о. 28 августа 1991 | 28 августа 1991 26 ноября 1991 |

## Народный комиссариат юстиции РСФСР
| Имя                                                  | Дата вступления в должность | Дата снятия с должности |
| ---------------------------------------------------- | --------------------------- | ----------------------- |
| Оппоков, Георгий Ипполитович (1888—1938)             | 25 октября 1917             | 16 ноября 1917          |
| Стучка, Пётр Иванович (1865—1932)                    | 16 ноября 1917              | 12 декабря 1917         |
| Штейнберг, Исаак Захарович (1888—1957)               | 12 декабря 1917             | 18 марта 1918           |
| Стучка, Пётр Иванович (1865—1932)                    | 18 марта 1918               | 22 августа 1918         |
| Курский, Дмитрий Иванович (1874—1932)                | 22 августа 1918             | 16 января 1928          |
| Янсон, Николай Михайлович (1882—1938)                | 16 января 1928              | 6 марта 1931            |
| Крыленко, Николай Васильевич (1885—1938)             | 5 мая 1931                  | 20 июля 1936            |
| Булат, Иван Лазаревич (1896—1938)                    | 20 июля 1936                | 31 августа 1937         |
| Антонов-Овсеенко, Владимир Александрович (1883—1938) | 15 сентября 1937            | 11 октября 1937         |
| Дмитриев, Яков Петрович (1892—1975)                  | 17 октября 1937             | 25 января 1940          |
| Горшенин, Константин Петрович (1907—1978)            | 27 января 1940              | 12 ноября 1943          |
| Басавин, Иван Александрович (1907—1984)              | 5 января 1944               | 15 марта 1946           |

## Министерство юстиции РСФСР
| Имя                                        | Дата вступления в должность | Дата снятия с должности |
| ------------------------------------------ | --------------------------- | ----------------------- |
| Басавин, Иван Александрович (1907—1984)    | 15 марта 1946               | 5 октября 1949          |
| Беляев, Фёдор Архипович (1904—1966)        | 5 октября 1949              | 11 июня 1953            |
| Рубичев, Анатолий Тимофеевич (1903—1973)   | 11 июня 1953                | 27 марта 1957           |
| Болдырев, Владимир Афанасьевич (1900—1976) | 11 мая 1957                 | 13 апреля 1963          |

## Юридическая комиссия СМ РСФСР
| Имя                                    | Дата вступления в должность | Дата снятия с должности |
| -------------------------------------- | --------------------------- | ----------------------- |
| Круглов, Алексей Андреевич (1907—1974) | 13 апреля 1963              | 24 сентября 1970        |

## Министерство юстиции РСФСР
| Имя                                           | Дата вступления в должность      | Дата снятия с должности   |
| --------------------------------------------- | -------------------------------- | ------------------------- |
| Блинов, Владимир Михайлович (1918—1990)       | 24 сентября 1970                 | 15 февраля 1984           |
| Сухарев, Александр Яковлевич (1923—2021)      | 15 марта 1984                    | 25 февраля 1988           |
| Аболенцев, Владимир Александрович (1927—2012) | 5 апреля 1988 и. о. 15 июня 1990 | 15 июня 1990 14 июля 1990 |
| Фёдоров, Николай Васильевич (род. 1958)       | 14 июля 1990                     | 25 декабря 1991           |

25 декабря 1991 Верховный Совет РСФСР принял закон о переименовании РСФСР в Российскую Федерацию (РФ). 21 апреля 1992 года Съезд народных депутатов РСФСР внёс соответствующие изменения в Конституцию РСФСР, которые вступили в силу 16 мая 1992 года.

## Министерство юстиции Российской Федерации
| Имя                                           | Дата вступления в должность | Дата снятия с должности |
| --------------------------------------------- | --------------------------- | ----------------------- |
| Фёдоров, Николай Васильевич (род. 1958)       | 25 декабря 1991             | 24 марта 1993           |
| Калмыков, Юрий Хамзатович (1934—1997)         | 13 апреля 1993              | 7 декабря 1994          |
| Ковалёв, Валентин Алексеевич (род. 1944)      | 5 января 1995               | 2 июля 1997             |
| Степашин, Сергей Вадимович (род. 1952)        | 2 июля 1997                 | 29 марта 1998           |
| Крашенинников, Павел Владимирович (род. 1964) | 30 апреля 1998              | 17 августа 1999         |
| Чайка, Юрий Яковлевич (род. 1951)             | 17 августа 1999             | 23 июня 2006            |
| Устинов, Владимир Васильевич (род. 1953)      | 23 июня 2006                | 12 мая 2008             |
| Коновалов, Александр Владимирович (род. 1968) | 12 мая 2008                 | 21 января 2020          |
| Чуйченко, Константин Анатольевич (род. 1965)  | с 21 января 2020            | по н. в.                |